# Japanse meeuw (meeuw)
De Japanse meeuw (ook wel zwartstaartmeeuw) (Larus crassirostris) is een vogel uit de familie Laridae.

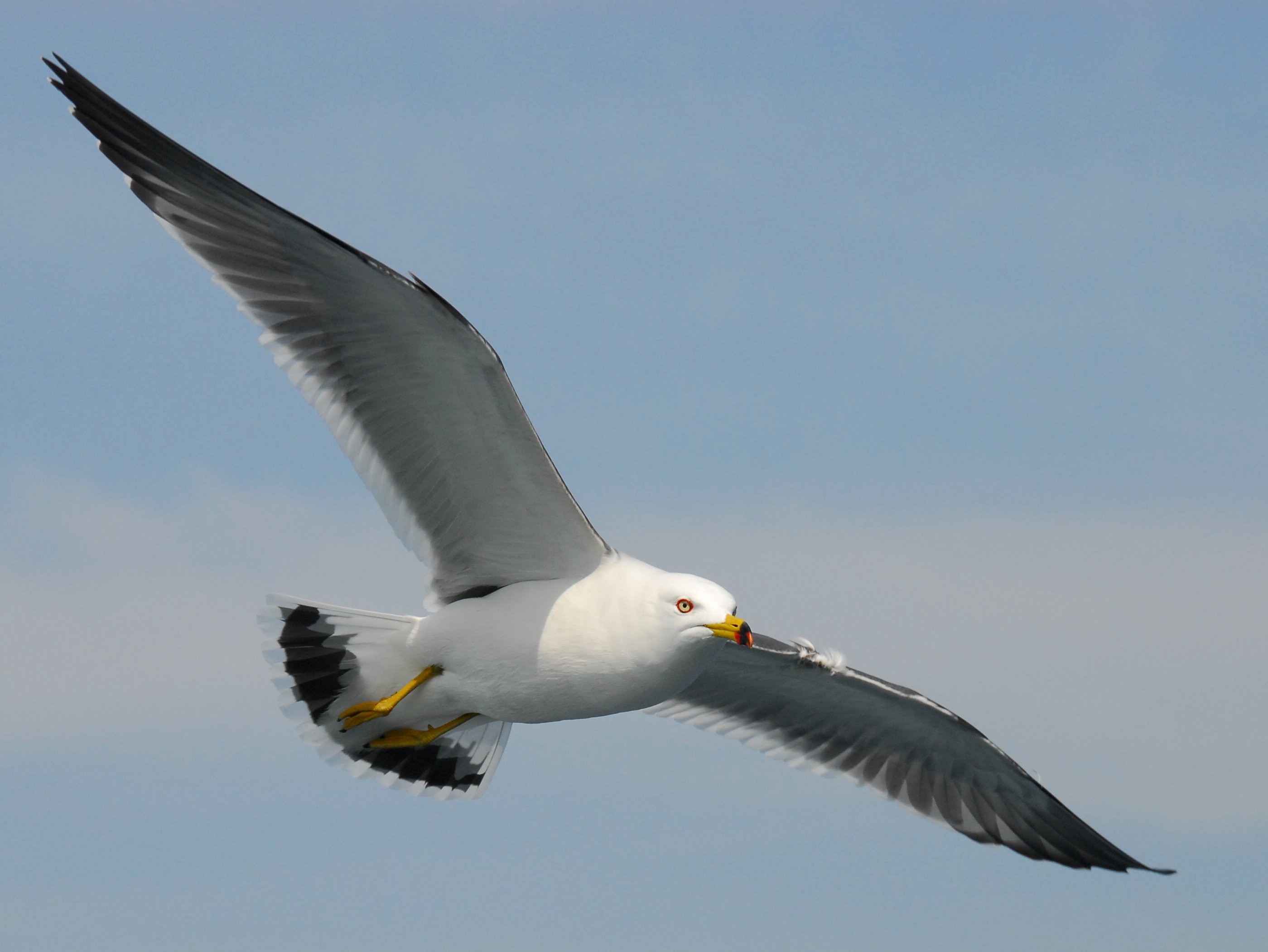
Japanse meeuw in vlucht (zwarte eindband)

## Kenmerken
De Japanse meeuw is een middelgrote meeuw, 48 cm lang, kleiner dan een zilvermeeuw. Volwassen vogels hebben een leigrijze rug. De meeste grote slagpennen en de armpennen zijn zwart. Heel kenmerkend voor deze meeuw is de brede, zwarte eindband van de staart. Overigens zijn de buitenste staartpennen weer geheel wit. De snavel is geel met een zwarte eindband en dan nog een rode punt. De poten zijn geel.

## Verspreiding, leefgebied en status
Deze soort broedt op de kusten van Oost-Siberië, de Koerilen, Korea, China en Japan.

## Status
De Japanse meeuw heeft een groot verspreidingsgebied en daardoor is de kans op de status kwetsbaar (voor uitsterven) uiterst gering. De grootte van de populatie wordt geschat op 1,1 miljoen individuen. De aantallen (in de diverse landen waar geteld wordt) zijn stabiel. Om deze redenen staat deze meeuw als niet bedreigd op de Rode Lijst van de IUCN.

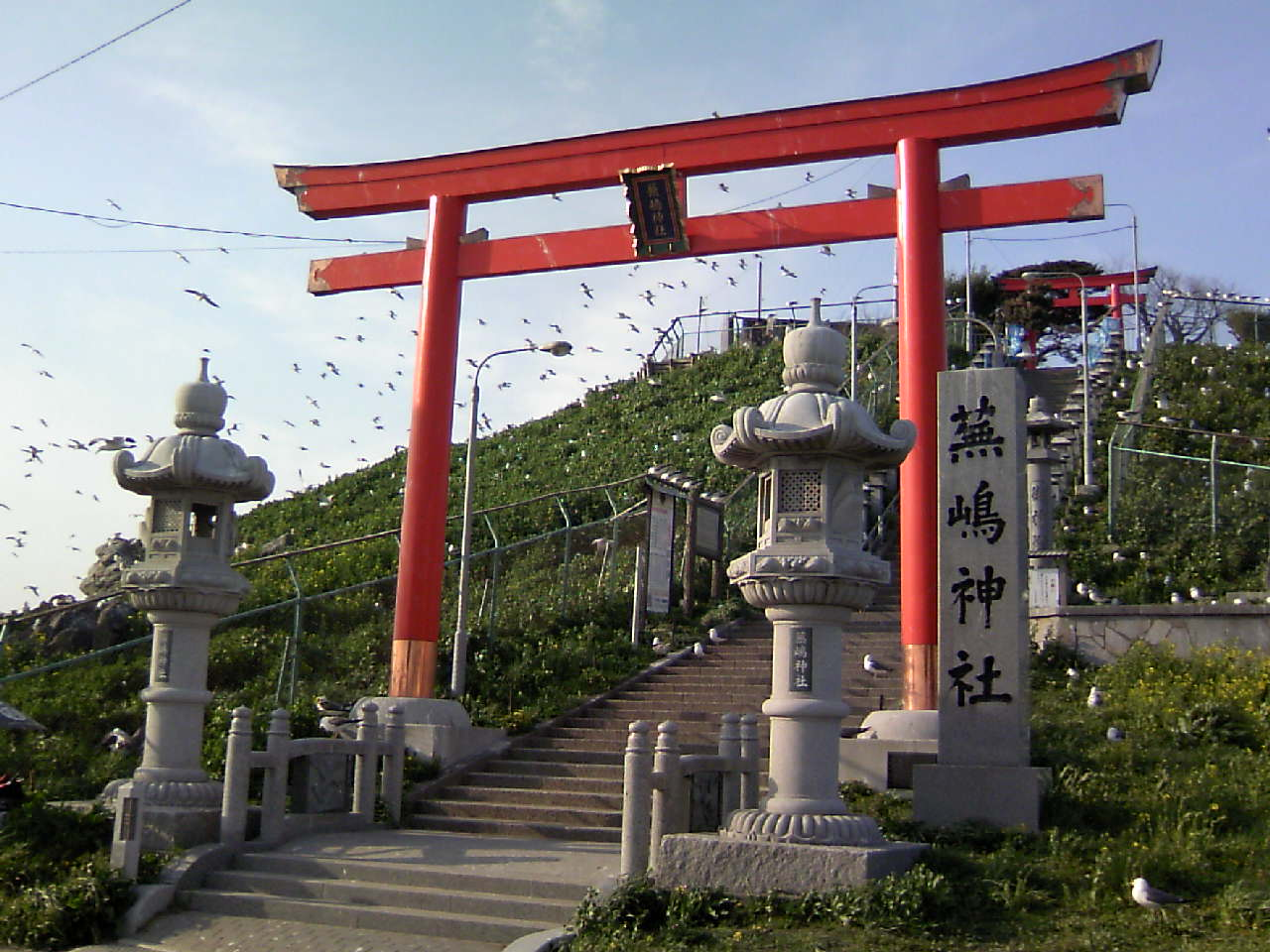
Heiligdom Kabushima Jinja gewijd aan de Japanse meeuwen

## Bijzonderheid
Een grote kolonie van deze meeuw bevindt zich in de Japanse havenstad Hachinohe bij het Japanse heiligdom Kabushima jinja. Dit heiligdom is in 1269 door vissers gesticht (en vele malen daarna opnieuw gebouwd) ter ere van deze soort meeuw, die gezien wordt als een boodschapper van de godin van de visserij. Gedurende deze 700 jaar geniet deze meeuwenkolonie daar bijzondere bescherming. Jaarlijks is daar op de derde zondag van april een festival.